# دائرة معلومات الزراعة (بنغلاديش)
دائرة معلومات الزراعة (بالبنغالية: কৃষি তথ্য সার্ভিস)‏ هي وكالة حكومية في بنغلاديش تابعة لوزارة الزراعة مسؤولة عن تقديم المعلومات بأساليب زراعية حديثة للمزارعين في بنغلاديش. ويعد الدكتور نور الإسلام مديراً للوكالة.

## التاريخ
تتتبع دائرة معلومات الزراعة منشأ هذه الدائرة إلى وكالة المعلومات الزراعية والتي تأسست في عام 1965. وفي عام 1985 أعادت حكومة بنغلاديش تنظيم وكالة معلومات الزراعة إلى دائرة معلومات الزراعة.
وتنشر الوكالة صحيفتين هما كريشيكوتا وسامبروشارون برتا. كما تنتج برامج ماتي أو مانوش وبنجلار كرشي على تلفزيون بنغلاديش. وتنتج أيضا برامج لبنغلاديش بيتار وأجهزة الراديو المجتمعية. وهي تدير مركز إتصال إذا كان المزارعون يستطيعون طلب معلومات عن الزراعة.